# Mongeta sastre
La varietat mongeta sastre de nom científic Phaseolus vulgaris L., és d'origen andí. Es caracteritza per les seves llavors, aquestes són de mida gran i la seva forma és ovalada. Són de color granat i crema clar i formen un dibuix motejat constant (amb aigües granes). Sastre pertany a la classe comercial Red Pinto. Té un creixement indeterminat. Les flors són liles (no presenta estries). Les beines presenten una mida intermèdia, són de color verd a l'estadi immadur, i de color verd amb ratlles carmí a la maduresa. Les produccions d'aquesta varietat tendeixen a ser elevades. Des del punt de vista sensorial es caracteritza per una elevada farinositat i sabor intens. La rugositat de la pell es baixa. La cocció de la varietat Sastre triga una mica menys de dues hores. Respecte a la integritat del gra després de la cocció, solen trobar-se al voltant d'un 52% de grans esberlats. Es conrea a les comarques del Maresme i el Vallès Oriental. Està inclosa en el Catàleg de les varietats locals d'interès agrari de Catalunya amb el número d'inscripció CAT016CVL

## Característiques agronòmiques
La varietat tradicional Sastre té unes produccions elevades, al voltant dels 1.700 kg/ha, i és 
una varietat tardana, amb una mitjana de 53 dies transcorreguts des de la sembra fins al
moment en què el 50% de les plantes del cultiu estan en floració. La mongeta Sastre se sembra aproximadament a mitjans de juliol i es recull a principis de novembre. Aquestes dates són orientatives i poden variar en funció de les condicions ambientals.